# A Close Shave (film 1920 Pratt)
A Close Shave è un cortometraggio muto del 1920 diretto da Gil Pratt (Gilbert Pratt). Il regista appare anche tra gli interpreti del film.

## Produzione
Il film fu prodotto da Harry Cohn per la Hall Room Boys Photoplays.

## Distribuzione
Distribuito dalla C.B.C. Film Sales Corp. (la futura Columbia Pictures), il film - un cortometraggio in due bobine - uscì nelle sale cinematografiche statunitensi il 1º dicembre 1920.